# Tenuiphantes jacksonoides
Tenuiphantes jacksonoides är en spindelart som först beskrevs av van Helsdingen 1977.  Tenuiphantes jacksonoides ingår i släktet Tenuiphantes och familjen täckvävarspindlar. Inga underarter finns listade i Catalogue of Life.